# Blitzkrieg
Der Blitzkrieg ist eine militärische Strategie, die einen schnellen operativen Sieg anstrebt.

## Strategie
Das Blitzkriegskonzept entstand in der ersten Hälfte des 20. Jahrhunderts als Resultat militärischer Planungen mit dem Ziel den Stellungskrieg des Ersten Weltkrieges zu überwinden. Die Blitzkriegstrategie zielt vor allem auf die Einkesselung größerer gegnerischer Truppenverbände. Verlustreiche Materialschlachten wie im Ersten Weltkrieg sollen vermieden werden. Unerwartete Vorstöße sollen dem Gegner im Idealfall keine Gelegenheit lassen, eine stabile Verteidigung zu organisieren.
Strategisch ist das Konzept zum einen von einem schnellen Vorstoßen großer und motorisierter Truppenteile gekennzeichnet, die weitgehend eigenständig und ohne Flankenschutz operieren. Zum anderen sieht die Blitzkriegstrategie vor, nicht jene Truppenteile zu verstärken, die auf großen Widerstand stoßen, sondern jene, die von gegnerischen Truppen nur in geringem Umfang aufgehalten werden. Ziel dieses Vorgehens ist, eine rasche Einkesselung des Gegners durch die schnell vorankommenden Truppenteile zu erreichen, ohne die eigenen Soldaten größeren Kampfhandlungen auszusetzen.
Taktisch ist das Konzept erstens von der operativen Eigenständigkeit der kämpfenden Truppenteile gekennzeichnet. Das heißt, die Kommandeure vor Ort sind befugt, relativ weitreichende Entscheidungen selbst zu treffen, um ein möglichst schnelles und flexibles Handeln zu gewährleisten. Ein Vorgehen, das auf deutscher Seite schon im Ersten Weltkrieg ab dem Frühjahr 1916 im Rahmen spezialisierter Sturmbataillone der Infanterie zum Einsatz kam. Zweitens umfasst ein Blitzkrieg stets das Gefecht der verbundenen Waffen, also den koordinierten und gleichzeitigen Einsatz mehrerer Teilstreitkräfte. So werden beispielsweise vorrückende Panzerverbände von Erdkampfflugzeugen unterstützt, die gegnerische Stellungen zeitnah aus der Luft angreifen, solange die nur langsam nachrückende Artillerie noch nicht verfügbar ist. Den Panzertruppen folgen in der Regel motorisierte Infanterieeinheiten, die noch verbliebene gegnerische Truppen bekämpfen sollen.
Technisch beruht die Blitzkriegstrategie auf einem hohen Motorisierungsgrad der vorstoßenden Truppen und einer umfassend ausgebauten Fernmeldetruppe. Der hohe Motorisierungsgrad ist notwendig, um ein schnelles Vorrücken großer Einheiten überhaupt möglich zu machen. Teilaspekte dieser technischen Seite des Blitzkriegs, wie beispielsweise der Panzer oder der Schlachtflieger, wurden ebenfalls schon im Ersten Weltkrieg entwickelt. Ein effizientes Fernmeldewesen ist wiederum eine unabdingbare Voraussetzung für das Gefecht der verbundenen Waffen, da einzelne Teilstreitkräfte andere Teilstreitkräfte nur dann sinnvoll unterstützen können, wenn sie über aktuelle und präzise Informationen verfügen.
Das Blitzkriegskonzept stellt eine radikale Abkehr von traditionellen Militärstrategien dar. Es enthält zahlreiche Elemente, die in früheren Strategien undenkbar waren. So beinhaltet es eine vorübergehende Aufsplitterung der eigenen Truppen und eine zeitweilige Destabilisierung der eigenen Frontlinie. Es impliziert dadurch ein hohes Risiko, die vorstoßenden Truppenteile zu verlieren, sollte die angestrebte Einkesselung des Gegners nicht gelingen. Durch die operative Eigenständigkeit der vorstoßenden Einheiten löst es auch die für das Militär typische streng hierarchische Befehlskette teilweise und vorübergehend auf.

## Begriff

### Zeit der Weltkriege

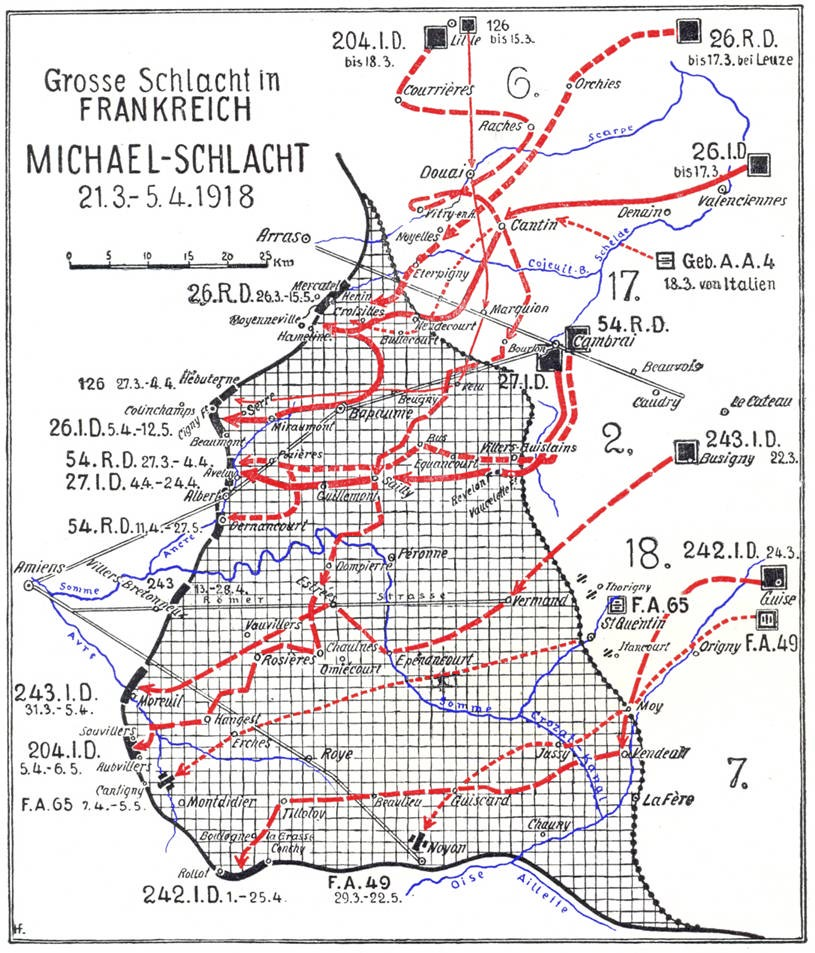
Operation Michael im März/April 1918

Obwohl der Begriff Blitzkrieg allgemein mit dem Zweiten Weltkrieg in Verbindung gebracht wird, ist die Blitzkriegstrategie keine nationalsozialistische Erfindung. Sie wurde in Teilen schon gegen Ende des Ersten Weltkriegs zur Durchführung der – letztlich gescheiterten – Operation Michael entwickelt und in den 1920er Jahren weiter ausgebaut. Das Wort Blitzkrieg ging als Germanismus in andere Sprachen ein, zum Beispiel ins Englische, ins Französische und ins Italienische.
Mit dem für die Weltöffentlichkeit unerwartet kurzen Polenfeldzug im Jahre 1939 wurde der Begriff „Blitzkrieg“ zum Synonym für eine (vermeintlich oder tatsächlich) neue Form der Kriegführung. Der Begriff wurde erstmals 1935 in einem Artikel der Militärzeitschrift Deutsche Wehr verwendet. Laut diesem Artikel sollten ernährungsschwache und rohstoffarme Staaten bestrebt sein, „einen Krieg schlagartig zu erledigen, indem sie gleich zu Anfang durch den rücksichtslosen Einsatz ihrer totalen Kampfkraft versuchen, eine Entscheidung zu erzwingen“. Eine nähere Analyse findet sich in einem 1938 veröffentlichten Aufsatz im Militär-Wochenblatt.
In deutschen Exilantenkreisen wurde der Begriff von Mitte der 1930er Jahre an aufgegriffen. So veröffentlichte die Pariser Tageszeitung am 28. Oktober 1936 unter der Überschrift „Blitzkrieg im Mittelmeer“ Passagen aus dem Buch Die große Lüge. Hitlers Verschwörung gegen den Frieden von S. Erckner. Darin hieß es:

„Folgt man den einschlägigen militärischen Veröffentlichungen des Hitlerreichs, so gelangt man zur Erkenntnis, dass voraussichtlich Frankreich als Ziel des deutschen Blitzkrieges ausgewählt ist, dass alle Vorbereitungen in diese Richtung weisen, dass für das Gelingen eines blitzartigen Überfalls hier die meisten Vorbedingungen militärisch-technischer Art vorhanden sind, dass der Blitzkrieg mit einem Wort die spezielle deutsche Kriegsform gegen Frankreich ist.“

Die Deutschland-Berichte der Sopade verzeichneten bereits im September 1936, dass das Wort in öffentlichen Diskussionen geläufig war.
Zwei Jahre später, im September 1938, wurde der Blitzkrieg in einer Notiz der Pariser Tageszeitung zu „Humbug“ erklärt („In der Tat haben die letzten Kriegszustände erwiesen, dass der Angreifer auf Widerstand stoßen kann, mit dem er kaum gerechnet haben dürfte.“). Die Zeitung bezog sich dabei auf französische Manöver in der Franche-Comté.
Im englischen Sprachraum wurde der Begriff möglicherweise erstmals im Oktober 1938 verwendet. Damals – wenige Tage nach Abschluss des Münchner Abkommens – schrieb Dorothy Thompson in einem Kommentar für die New York Herald Tribune:

“Since the experience of Spain, which may possible live in history as actually the test war to end war, we know that the ‚blitzkrieg‘ theory of Gen. Goering – that a swift and fearful air attack can be made which will totally demoralize populations – is no longer tenable.”

„Seit der Erfahrung in Spanien, die in der Geschichte möglicherweise als der wirkliche Probelauf für den letzten Krieg überdauern wird, wissen wir, dass die ‚Blitzkrieg‘-Theorie von General Göring – wonach ein schneller und schrecklicher Luftangriff die Bevölkerung vollständig zermürben kann – nicht länger haltbar ist.“

Eine Auswertung der deutschen Militärpublizistik zeigt, dass der Begriff bereits vorher gebräuchlich war. So wird schon 1938 in einem Artikel des Militär-Wochenblatts der Blitzkrieg als strategischer Überfall definiert, vorgetragen durch den operativen Einsatz der Panzerwaffe und Luftwaffe sowie durch Luftlandetruppen. Hitler erklärte: „Blitzkrieg, das Wort ist eine rein italienische Erfindung, italienische Phraseologie, eine Übersetzung aus dem Italienischen“.
Die Meinung, das Wort 'Blitzkrieg' sei erst 1939/1940 im Zuge der überraschend schnellen (und großen) Erfolge der Wehrmacht entstanden, ist offenbar falsch.

10.–16. Mai 1940: Eroberung der Niederlande und Angriff auf Frankreich durch die Ardennen im Westfeldzug

In der militärischen Fachsprache ist der Begriff nicht gebräuchlich. Die NS-Propaganda gebrauchte ihn dagegen nach dem Westfeldzug geradezu inflationär. Karl-Heinz Frieser hat nachgewiesen, dass der „Blitzkrieg“ kein militärisches, sondern ein propagandistisches Schlagwort ist.
Man kann zwei Bedeutungen unterscheiden: Blitzkrieg operativ als militärisches Phänomen oder Blitzkrieg strategisch im Rahmen einer Gesamtkriegführung. Danach ließe sich Blitzkrieg definieren als konzentrierter Einsatz von Panzerwaffe und Luftwaffe, um den Gegner schockartig durch Schnelligkeit und Überraschung zu paralysieren und ihn nach großangelegten Vorstößen zu umfassen. Der Militärhistoriker Bernhard R. Kroener definierte in den 1980er Jahren Blitzkriegstrategie im modernen Verständnis als „optimale Kombination militärischer Führungsprinzipien mit den entsprechenden ökonomischen und gesellschaftlichen Faktoren, die notwendig sind, um bei einem von vornherein kalkulierten Zeitansatz das gewünschte gesamtstrategische Ziel zu erreichen.“
Der Nimbus des Wortes „Blitzkrieg“ begann maßgeblich mit den schnellen Erfolgen zu Beginn des Westfeldzuges im Zweiten Weltkrieg, der den zuvor seit der Kriegserklärung Frankreichs an Deutschland am 3. September 1939 ohne Kampfhandlungen geführten Sitzkrieg (auch Witzkrieg, frz. drôle de guerre) beendete und schon nach wenigen Tagen durch den operativen Durchbruch bei Sedan entschieden war. Dieser Durchbruch (an gleicher Stelle errungen wie 1870) trug in besonderem Maße zur Bildung der Blitzkrieg-Legende bei.
Hitler distanzierte sich im November 1941 (als ein Stellungskrieg an der Ostfront begonnen hatte) von dem Begriff: er habe „noch nie das Wort Blitzkrieg verwendet, weil es ein ganz blödsinniges Wort ist.“

### Nachkriegszeit
In der Nachkriegszeit entfernte sich die Diskussion inhaltlich von einem operativ-taktischen Verständnis des Begriffes.
Nach heutigem Verständnis steht nicht mehr nur die schnelle Kriegsentscheidung im Vordergrund. Von wesentlicher Bedeutung ist die optimale Kombination militärischer Führungsprinzipien mit den entsprechenden ökonomischen und gesellschaftlichen Faktoren, die notwendig sind, um bei einem von vornherein kalkulierten Zeitansatz ein gesamtstrategisches Ziel zu erreichen.
Blitzkrieg steht außerdem für die mobile Kriegführung, also das schnelle Vordringen und Besetzen mittels Panzerspitzen anstatt der Front- und Grabenschlachten. Einer breiteren Bevölkerungsschicht wurde dieser Begriff erstmals durch den Angriff der deutschen Wehrmacht auf Polen im September 1939 und die damit verbundenen schnellen zeitweiligen Gebietsgewinne bekannt.
Die ausgezeichnete Ausbildung vor allem der Panzerbesatzungen und die Kommunikation (Funk in jedem Panzer vorhanden) ermöglichten dem Kommandeur eine wirksame Koordinierung und damit ein gemeinsames Wirken der ihm unterstellten Truppenteile. Die Schlagkraft in allen drei Gefechtsarten wurde dadurch entscheidend erhöht. Seit 1945 entstanden viele Varianten von Blitzkriegskonzeptionen, auch unter dem Eindruck vieler Entwicklungen in der Waffentechnik.
In Frankreich sprach und spricht man von guerre éclair; im Spanischen von guerra relámpago; im Italienischen von guerra lampo. Eine Analogie hat dies offenbar gefördert: die Luftangriffe, mit denen die Angriffe meist begannen, brachen wie ein „Blitz aus heiterem Himmel“ plötzlich und unerwartet über Gegenden bzw. Menschen herein.

## Beispiele

### Deutsch-Französischer Krieg
Man könnte auch den Deutsch-Französischen Krieg 1870/1871 als Blitzkrieg bezeichnen: die deutsche Mobilmachung erfolgte deutlich schneller als die französische;
die Franzosen wurden durch die beweglichere deutsche Führung ausmanövriert (koordiniert vom preußischen Generalstab unter v. Moltke dem Älteren). Die französische Armee verlor in kurzer Folge die Schlachten bei Weißenburg (4. August 1870), bei Wörth (6. August) und bei Spichern (6. August).
Die stählernen Hinterlader-Geschütze (Artillerie) von Alfred Krupp hatten mit über vier Kilometer mehr als die doppelte Reichweite als die Artillerie der Franzosen. Das damals neueste dieser Geschütze hieß C/64/67; es hatte zahlreiche Vorteile.
Die französischen Armeen wurden meist umfasst und zu teils überstürzten Rückzügen oder zu Teil-Kapitulationen gezwungen. Nach dem Sieg in der Mars-la-Tour (16. August) verwehrte Preußen der französischen Rheinarmee den Rückzug nach Verdun, stellte sie in der Schlacht bei Gravelotte (18. August 1870) und besiegte sie. Es folgten die Belagerung von Metz (ab 20. August) und am 1. September 1870 die Schlacht bei Sedan. Speziell dort zeigte sich, dass eine hohe Kadenz (bis zu zehn Schuss pro Minute) zusammen mit einer großen Reichweite bei guter Trefferleistung eine verheerende Wirkung erzeugte. Das Kaliber 8 cm konnte maximal 3.450 m weit schießen. Diese Schlacht führte zum politischen Zusammenbruch des französischen Kaiserreiches.

### Erster Weltkrieg
Als der erste erfolgreiche Blitzkrieg wird heute manchmal die Zwölfte Isonzoschlacht (auch als Schlacht von Karfreit bekannt) im Oktober 1917 bezeichnet.

### Zweiter Weltkrieg

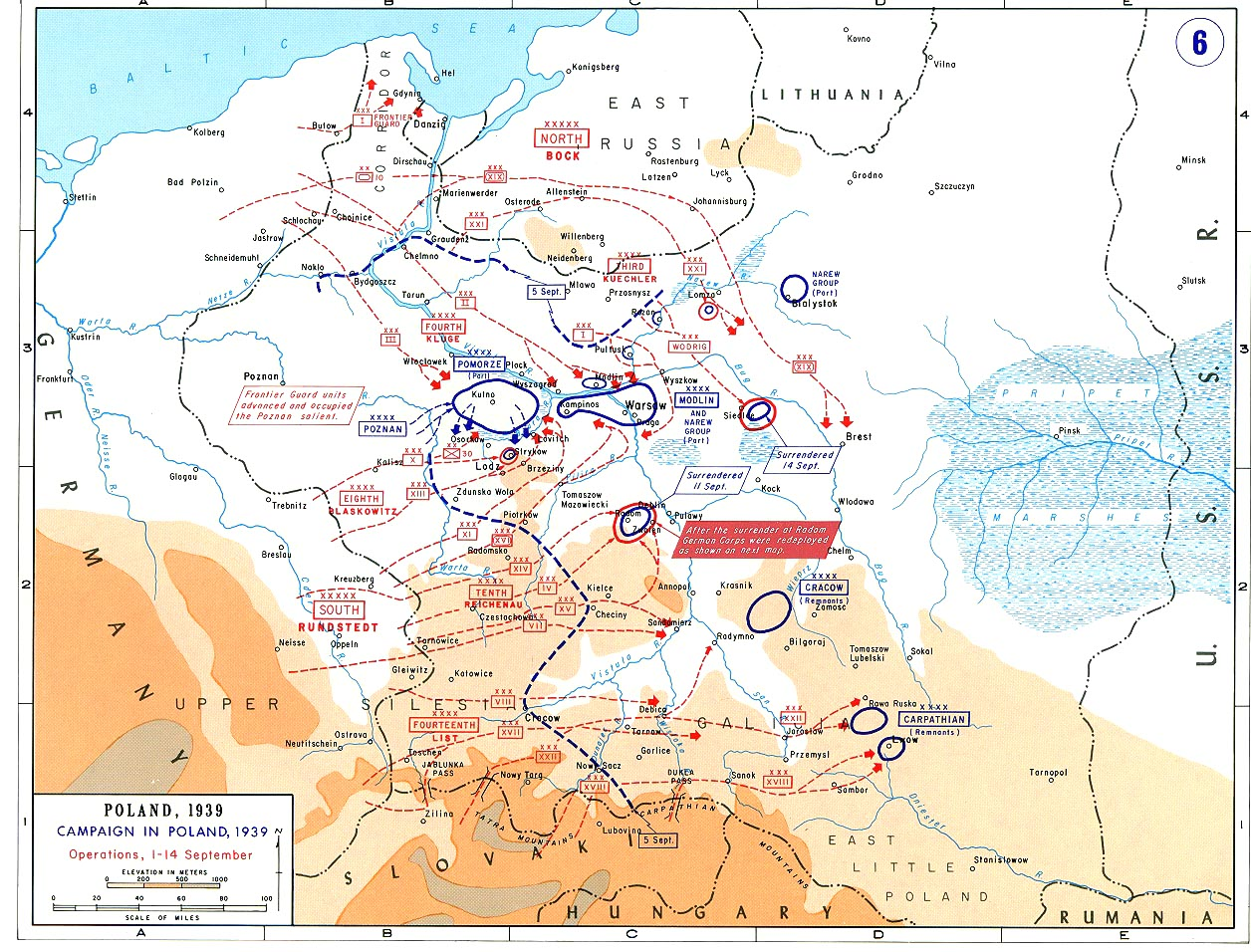
Blitzkrieg in Polen – Lageentwicklung bis zum 14. September 1939

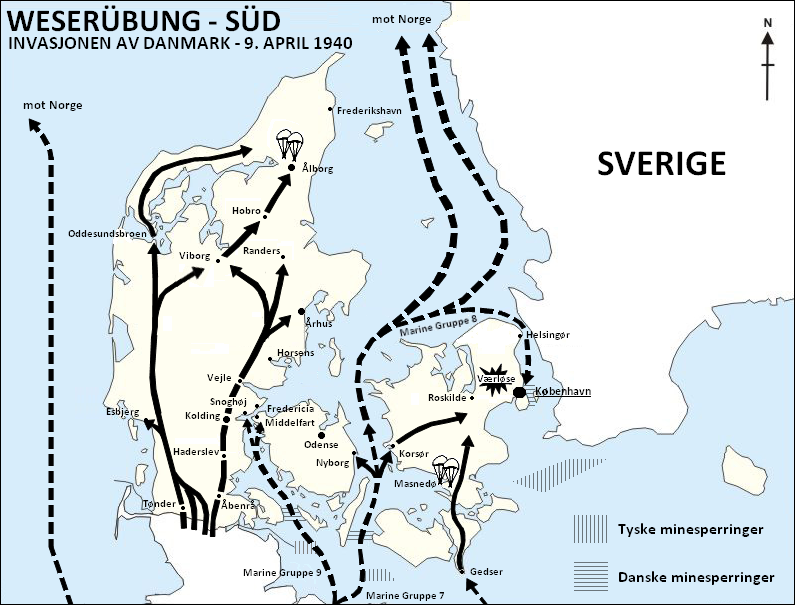
Dänemark (April 1940)

Griechenlandfeldzug 1941

Initiator der Blitzkriegtaktik auf deutscher Seite im Zweiten Weltkrieg war Generalleutnant Erich von Manstein (später Generalfeldmarschall), der die vorgesehenen veralteten Angriffspläne auf Frankreich überarbeitete und einen schnellen Vorstoß schwerer Panzerdivisionen durch die – eigentlich für diese Truppengattung als unpassierbar geltenden – Ardennen plante (später als Sichelschnittplan bezeichnet und im Rahmen des Westfeldzuges im Mai 1940 praktiziert).
Die artilleristische Unterstützung der schnell vorstoßenden Panzertruppen wurde durch Stukas geleistet, da die meistens noch mit Pferden gezogene Feldartillerie den Panzern nicht schnell genug folgen konnte. Zudem war im Gegensatz zu den Gegnern jeder deutscher Panzer mit Funkgeräten ausgestattet, so dass eine koordinierte Führung möglich war. Vor allem beim Westfeldzug waren die Kämpfe gekennzeichnet von teils extrem tiefen Vorstößen der Panzerverbände oft ohne Rücksicht auf Flankendeckung, so dass diese große Verwirrung beim gegnerischen Oberkommando, aber oft auch bei eigenen vorgesetzten Stellen auslösten, da nicht genau bekannt war, wo sich diese Einheiten gerade befanden (als ein Beispiel sei die als Gespensterdivision bezeichnete 7. Panzer-Division aufgeführt). Nicht untypisch für die Blitzkriege im Zweiten Weltkrieg war, dass angegriffene Truppen so in Bedrängnis kamen, dass sie entweder schnell kapitulierten oder unter Zurücklassung ihrer schweren Waffen flüchteten. So fielen der Wehrmacht große Mengen Beutewaffen und unzerstörte Rüstungsfabriken in die Hände.
Grundsätzlich verbindet man das Wort Blitzkrieg heutzutage mit den erfolgreichen Feldzügen in den ersten zwei Kriegsjahren:
- Erstmals operierte die Wehrmacht beim Polenfeldzug (1. September bis 6. Oktober 1939) mit dieser neuen Form der Kriegführung.
- Unternehmen Weserübung – die Invasion der Wehrmacht in Norwegen und Dänemark am 9. April 1940
  - Dänemark war am Abend des 9. April vollständig besetzt; dabei fielen 17 dänische und 203 deutsche Soldaten
  - auch in Norwegen kam es nur zu kurzem und lokalem Widerstand.
- der Westfeldzug (Belgien, Niederlande, Luxemburg und Frankreich; Mai und Juni 1940). Während der Schlacht von Dünkirchen konnten die Engländer im Rahmen der größten Evakuierungsaktion der Geschichte, der Operation Dynamo, über 330.000 Soldaten evakuieren.
- der Balkanfeldzug (1941): am 6. April griff die Wehrmacht Jugoslawien und Griechenland an.
  - Jugoslawien kapitulierte am 17. April
  - Griechenland: Am 21. April ordnete der alliierte Oberbefehlshaber im Mittelmeer und Nahen Osten Archibald Wavell die Evakuierung der verbleibenden alliierten Truppen nach Kreta und Ägypten (Operation Demon) an. Bis zum 30. April konnten von der Royal Navy rund 50.000 Mann über Häfen in Attika und auf dem Peloponnes evakuiert werden, allerdings ohne schwere Waffen und Gerät.

Bedeutende Militärführer im Zusammenhang mit einem Blitzkrieg waren auf deutscher Seite die Generäle Heinz Guderian und Erwin Rommel, auf US-amerikanischer George S. Patton.
Wenn es möglich war, wurde möglichst überraschend angegriffen. Oftmals wurden bereits im Vorfeld Geheimdienste und in Zivil oder in der Uniform des Verteidigers gekleidete Sonderkommandos eingeschleust, die während der Invasion wichtige taktische Aufgaben hatten, wie die Einnahme wichtiger Stellungen oder Brücken und Unterstützung der schnell vorrückenden Panzereinheiten. Bei der Invasion selbst rückten die Panzer an mehreren Stellen der Front konzentriert vor, umgingen feindliche Hauptstellungen und durchbrachen schwächere, während strategische Bombardements durch die Luftwaffe weit hinter den feindlichen Linien erfolgten. Gegebenenfalls wurden Luftlandetruppen an strategisch wichtigen Stellen eingesetzt, um diese, zusammen mit Sondereinheiten, im Rücken des Feindes einzunehmen und die Manövrierfähigkeit oder die Möglichkeit des Gegners, sich hinter befestigten Stellungen zu verschanzen, einzuschränken (Beispiel: die Schlacht von Fort Eben-Emael). Die taktischen Luftstreitkräfte unterstützten vor allem Panzereinheiten, die feindliche Truppen in verletzliche Positionen aufspalteten, sich hinter ihrem Rücken zusammenschlossen und Kessel bildeten. Ein Teil der Panzertruppen mit motorisierter Artillerie hatten diese Durchbrüche für die nachrückende schwere Infanterie zu halten, während die Vernichtung der eingekesselten Truppen der Letzteren überlassen wurde, da die meisten Panzereinheiten weiter vorrückten, um weitere Kessel zu bilden.
Dieses Vorgehen wiederholte sich so lange, bis die gegnerischen Streitkräfte außer Gefecht gesetzt waren. Dies wird vor allem durch eine Lähmung der gegnerischen Kommandostruktur angestrebt und weniger durch die physische Vernichtung der gegnerischen Truppe. Gelingt dies, führt das zu hohen Gefangenenzahlen, wie zu Beginn des Krieges. Wenn dies misslingt, kann der Angreifer hohe Verluste erleiden, da er am Schwerpunkt rücksichtslos angreift und die durchgebrochenen Truppen vom Verteidiger isoliert und vernichtet werden können.
Im Blitzkrieg wurden erstmals die zwischen den Weltkriegen fortentwickelten Waffensysteme Panzer, taktische Luftangriffe und Luftlandetruppen koordiniert eingesetzt (siehe auch Gefecht der verbundenen Waffen). Damit verlor die Infanterie als Hauptinstrument der damals herrschenden Militärdoktrin an Bedeutung. Wegen der unzureichenden Tiefenrüstung der deutschen Kriegswirtschaft war die Wehrmacht als Ausgleich zu einer schnellen Kriegführung gezwungen und war dann dank der ausreichenden Breitenrüstung kurzzeitig erfolgreich (siehe auch: Wirtschaft im nationalsozialistischen Deutschen Reich).
Um Transportraum zu sparen und den Nachschub bei den schnellen Vorstößen sicherzustellen, entwickelte die Wehrmacht zwischen 1936 und 1940 140 neue Nahrungsmittel. Darunter Nahrungsmittelkonzentrate wie Pemmikan-Landjäger und Vitamin-C-Drops, durch die aufwändige Transporte von Obst und Gemüse gespart wurden.
Noch beim Polenfeldzug 1939 und Westfeldzug 1940 wurde deutscherseits mit einem lediglich groben Zeitbegriff gearbeitet, also kein ungefährer zeitlicher Endpunkt der Operationen als Ziel genannt. Bei der Planung und Durchführung des Krieges gegen die Sowjetunion war dies hingegen von ausschlaggebender Bedeutung. Schwerwiegend wirkte sich für das Unternehmen Barbarossa das Scheitern der Zeitplanung aus. Insbesondere wurde das Erreichen der sog. AA-Linie östlich von Moskau bis zum Frühherbst 1941 verfehlt. Bei kräftemäßig begrenzten Unternehmen (z. B. Norwegen-, Balkan- und Afrikafeldzug) konnte eine präzise Zeitplanung noch außer Betracht bleiben.
Der schnelle Sieg der deutschen Armee in Polen, Frankreich, den Niederlanden und Belgien kam auch für die deutsche Heeresführung und Hitler überraschend. Hitler rief nach dem Sieg der Wehrmacht bei Sedan am 19. Mai 1940 aus: „Es ist ein Wunder!“ Entscheidend für das Scheitern der Blitzkriegtaktik gegenüber der Roten Armee war die Inexistenz eines umfassenden Feldzugplans, mit dem das Gros der sowjetischen Streitkräfte auszuschalten und somit ein Frieden zu erzwingen gewesen wäre. Diesem Versäumnis waren alle weiteren operativen Fehlentscheidungen nachgeordnet, so der Angriff auf Stalingrad, ohne die Eroberung Moskaus aufzugeben.
Letztlich war diese Form der wehrwirtschaftlichen Ressourcennutzung auch deshalb nicht erfolgreich und endete in der bedingungslosen Kapitulation der Wehrmacht im Mai 1945, weil das Deutsche Reich zu viele industriell hochentwickelte Gegner hatte. Die zeitweilige Wirksamkeit verdankt der Blitzkrieg der auf Mobilität beruhenden örtlichen Überlegenheit der Kräfte („Schwerpunktbildung“) und letztlich dem Zusammentreffen verschiedener unkalkulierbarer, für die deutsche Seite „glücklicher Umstände“. Im Nürnberger Hauptkriegsverbrecherprozess erklärte der Chef des Wehrmachtführungsstabs, Alfred Jodl, unumwunden: „Dass wir nicht bereits im Jahr 1939 gescheitert sind, war nur dem Umstand zu verdanken, dass während des Polenfeldzuges die schätzungsweise 110 französischen und britischen Divisionen im Westen komplett inaktiv gegen die deutschen 23 Divisionen gehalten wurden.“